# Katrineholm (commune)
La commune de Katrineholm est une commune suédoise du comté de Södermanland. Environ 34 760 personnes y vivent (2020). Son chef-lieu se situe à Katrineholm.

## Localités principales
- Äsköping
- Bie
- Björkvik
- Forssjö
- Djulö kvarn
- Katrineholm
- Sköldinge
- Strångsjö
- Valla